# Tiligul (banc de nisip)
Tiligul (în ucraineană Тилігульський пересип) este o rezervație ornitologică de importanță națională din raionul Odesa, regiunea Odesa (Ucraina), situată lângă satul Sîceavka.
Suprafața ariei protejate constituie 390 de hectare și a fost înființată în anul 1983 prin decizia consiliului regional. Rezervația acoperă sudul limanului Tiligului, estuarul adiacent și marea, fiind administrată de Parcul Peisagistic Regional Tiligul.
Zona include un număr de mici lacuri, insule, mlaștini și stufărișuri, aceasta fiind un loc ideal de cuibărit pentru multe specii de păsări. Teritoriul rezervației este un loc peren de concentrări sezoniere, cuiburi și migrații a aproximativ 70% din speciile de păsări din Ucraina. Există, de asemenea, specii de păsări și plante enumerate în Cartea Roșie a Ucraine, precum: cormoran mic, piciorong, prundăraș de sărătură, scoicar, lopătar, țigănuș (200 de perechi), stârc galben și altele. O parte din populația europeană de egretă mare petrece iarna pe teritoriul rezervației.